# Forum København

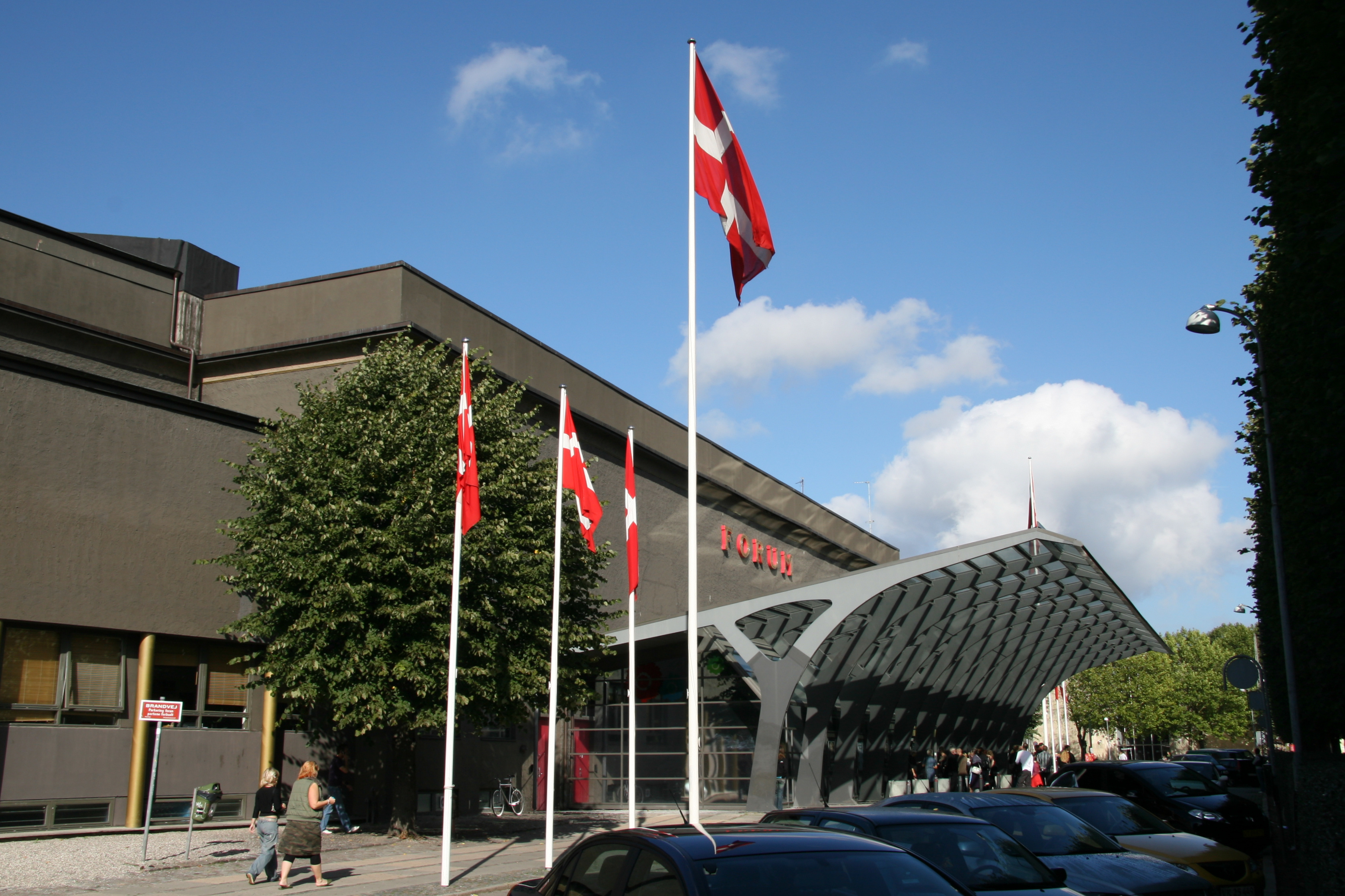
Forum København in Frederiksberg

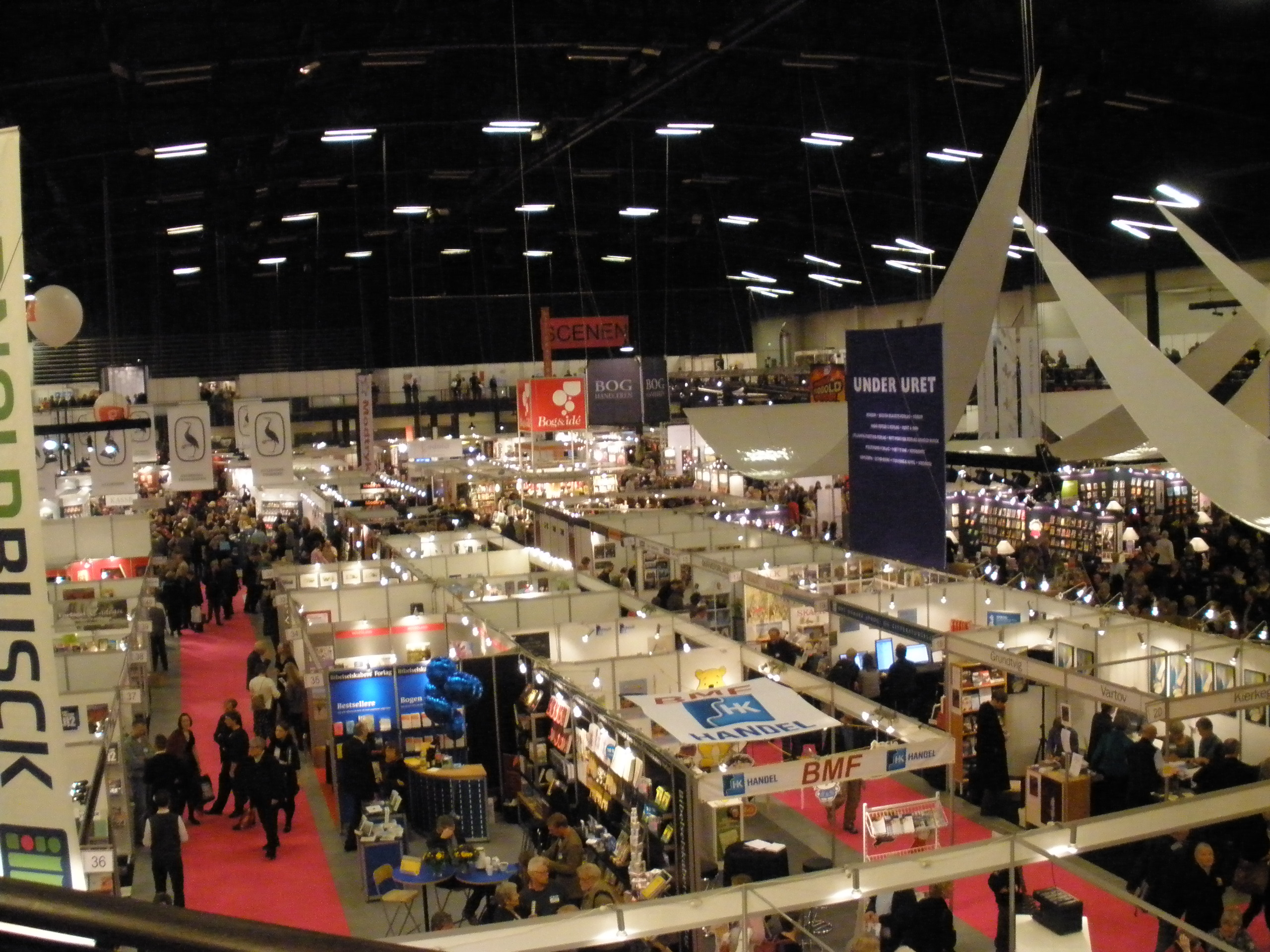
Boekenbeurs in Forum København in 2010

Forum København (Forum Kopenhagen) aan de Julius Thomsens Plads in Frederiksberg bij Kopenhagen, Denemarken, is een grote indoorhal die gebruikt wordt voor concerten en exposities.
Het complex kan 10.000 mensen ontvangen. Het is opgedeeld in twee delen. Er zijn een expositiehal van 5.000 m² en een restaurant voor 250 gasten. De metro van Kopenhagen stopt aan het metrostation Forum.
Het Forum werd ontworpen door de architect Oscar Gundlach-Pedersen en in 1926 gebouwd. Het eerste evenement was een expositie van auto's. In 1929 vond er een grote architectuurtentoonstelling plaats, waarbij Arne Jacobsen en Flemming Lassen hun functionalistische plan presenteerden voor het cilindrische Fremtidens Hus (Huis van de toekomst).
Tijdens de Tweede Wereldoorlog werden in het Forum Wehrmacht-soldaten ingekwartierd. Op 24 augustus 1943 werd daarom een bomaanslag op het gebouw gepleegd door een Deense verzetsgroep.
In 1947 vond een renovatie plaats onder verantwoordelijkheid van Oscar Gundlach-Petersen. Er hebben in de naoorlogse jaren vele verbouwingen plaatsgevonden, zodat het oorspronkelijke ontwerp nauwelijks meer te herkennen is.
Nadat de gemeente Frederiksberg het complex had verkocht aan de ondernemers Poul en Morten Sundberg, vond de meest recente renovatie plaats in 1996-1997. Hierbij werd de akoestiek sterk verbeterd, zodat er meer concerten kunnen worden gegeven. De zesdaagse van Kopenhagen, die tussen 1934 en 1999 hier 40 keer werd verreden, moest echter uitwijken en wordt sinds 2010 verreden in de Super Arena in Ballerup.
In 2003 was Forum København gastheer van het eerste Junior Eurovisiesongfestival.

## Optredens in Forum
- Guns N' Roses (1991)
- Red Hot Chili Peppers (2006)
- Muse (2007)
- Westlife (2001, 2002, 2003, 2004)
- Take That (2007)
- Bruce Springsteen
- Kylie Minogue (2008)
- Kiss (2008)
- Linkin Park (2007)
- U2 (2 keer in 2001)
- Snoop Dogg (2007)
- P. Diddy (2007)
- Cliff Richard
- Gwen Stefani (2007)
- Mark Knopfler
- Oasis (1997, 2009)
- Rammstein (2005)
- Metallica (5 keer in 2009)
- D-A-D (2000, 2003, 2009)
- Green Day (2009)
- Pearl Jam (2007, 2012)